# Józef Sulwiński
Józef Sulwiński (ur. w 1900, zm. ?) – polski duchowny rzymskokatolicki.
Święcenia kapłańskie przyjął w 1925. Od 1936 do 1938 był proboszczem parafii Najświętszej Maryi Panny Królowej Polski i Świętego Jana Vianney w Woli Kamockiej. Od 1938 do 1945 był proboszczem parafii Świętego Mikołaja Biskupa w Gomulinie. Od listopada 1945 do 1947 był proboszczem parafii Świętego Jana Chrzciciela w Buczku. Od 1 września 1947 do 20 czerwca 1951 był proboszczem parafii Matki Boskiej Częstochowskiej w Zelowie.
Postanowieniem Prezydenta RP Bolesława Bieruta z 17 czerwca 1950, na wniosek Zarządu Głównego Związku Bojowników o Wolność i Demokrację, został odznaczony Krzyżem Kawalerskim Orderu Odrodzenia Polski za zasługi w pracy społecznej.